# Furs de Calataiud
Els Furs de Calataiud foren els furs concedits pel rei Alfons I d'Aragó el Batallador a la ciutat de Calataiud el 26 de desembre del 1131.

## Contingut
Les disposicions foren:
- Condonació de penes als repobladors que haguessin comès cap delicte.
- El govern depenia d'un corregidor de nomenament reial no vitalici.
- Les viles depenien en allò militar i jurídic de Calataiud, però tenien autonomia per formar la Comunitat de Calataiud.
- La noblesa, escassa, tenia poc poder.
- Les esglésies eren patrimonials.
- La justícia era impartida per uns regidors, un per setmana. Si l'afer era greu, intervenia el jutge de Calataiud
- Les deveses eren comunals i tenia dret a pasturar el bestiar qualsevol de la comunitat de viles.

## Manuscrits
L'original dels Furs de Calataiud i la Butlla de Luci III (1182) estaven en tal mal estat que al segle xiii el rei Alfons III d'Aragó ordenà que el manuscrit fos restaurat, confirmant de nou els Furs. No es conserva aquest document original, restant-ne belles còpies:
- Una còpia en l'Arxiu de Barcelona (abreviatura Barch).
- Una còpia de 1554 ordenada pel Justícia d'Aragó i conservada a l'Arxiu parroquial de Calataiud.
- L'edició de Don Muñoz (abreviatura MZ).
- L'edició de Bofarull (abreviatura B).
- Una còpia que tenia Don Miguel Monterde (abreviatura Mont).